# Periscyphis omanensis
Periscyphis omanensis is een pissebed uit de familie Eubelidae. De wetenschappelijke naam van de soort is voor het eerst geldig gepubliceerd in 1991 door Taiti & Ferrara.